# 5772 Johnlambert
5772 Johnlambert este un asteroid din centura principală de asteroizi.

## Descriere
5772 Johnlambert este un asteroid din centura principală de asteroizi. A fost descoperit pe 15 iunie 1988 la Observatorul Palomar de Eleanor Francis Helin. Asteroidul prezintă o orbită caracterizată de o semiaxă mare de 2,56 ua, o excentricitate de 0,13 și o înclinație de 12,2° în raport cu ecliptica.